# Maafushi (Dhaalu)
Pour les articles homonymes, voir Maafushi.
Maafushi est une petite île inhabitée des Maldives. 

## Géographie
Maafushi est située dans le centre des Maldives, au Sud-Ouest de l'atoll Nilandhe Sud, dans la subdivision de Dhaalu. 